# Pardosa sanmenensis
Pardosa sanmenensis är en spindelart som beskrevs av Yu och Song 1988. Pardosa sanmenensis ingår i släktet Pardosa och familjen vargspindlar. Inga underarter finns listade i Catalogue of Life.